# Afrixalus schneideri
Afrixalus schneideri е вид земноводно от семейство Hyperoliidae.

## Разпространение
Видът е разпространен в Камерун.